# Drużynowy Puchar Polski na Żużlu 1995
Drużynowy Puchar Polski na Żużlu 1995 – 7. edycja Drużynowego Pucharu Polski, organizowanych przez Polski Związek Motorowy. Rozegrano cztery rundy eliminacyjne oraz finał. W finale wystartowały trzy najlepsze drużyny Drużynowych mistrzostw Polski z poprzedniego sezonu oraz zwycięzca rund eliminacyjnych – Stal-Michael Gorzów Wlkp.

## Finał
- Tarnów, 15 listopada 1995
- Sędzia: Lechosław Bartnicki

| Msc |                                                                                         | Drużyna / Zawodnik                                          | Biegi                     | Punkty |
| --- | --------------------------------------------------------------------------------------- | ----------------------------------------------------------- | ------------------------- | ------ |
| 1   |                                                                                         | Sparta-Polsat Wrocław                                       | Sparta-Polsat Wrocław     | 50     |
| 1   | Dariusz Śledź Piotr Protasiewicz Piotr Baron Wojciech Załuski Krzysztof Jankowski       | (3,3,3,2,1) (3,3,3,3,2) (1,2,3,3,3) (2,3,2,2,3) ns          | 12 14 12 –                |        |
| 2   |                                                                                         | Unia Tarnów                                                 | Unia Tarnów               | 29     |
| 2   | Jacek Rempała Tomasz Rempała Grzegorz Rempała Robert Wardzała Janusz Wawrzonek          | (2,2,2,1,3) (1,1,0,1,0) (3,w/u,2,3,1) (0,1,2,2,2) ns        | 10 3 9 7 –                |        |
| 3   |                                                                                         | Stal-Michael Gorzów Wlkp.                                   | Stal-Michael Gorzów Wlkp. | 21     |
| 3   | Piotr Świst Marek Hućko Robert Flis Piotr Paluch Ryszard Franczyszyn                    | (2,2,3,3,3) (1,1,1,0,2) (0,0,–,1,d) (0,0,0,0,2) (–,–,0,–,–) | 13 5 1 2 0                |        |
| 4   |                                                                                         | Apator-Elektrim Toruń                                       | Apator-Elektrim Toruń     | 20     |
| 4   | Jacek Krzyżaniak Tomasz Bajerski Wiesław Jaguś Krzysztof Kuczwalski Sławomir Derdziński | (3,3,1,0,0) (0,1,1,2,d) (2,0,0,–,1) (1,2,–,1,1) (–,–,1,d,–) | 7 4 3 5 1                 |        |